# 遠山直勝
遠山 直勝（とおやま なおかつ、生没年不詳）は、戦国時代の武将。後北条氏の家臣。幼名は犬千世。官途は右衛門尉、右衛門大夫。弟に景吉。

## 略歴
後北条家の重臣・遠山直景の嫡子。遠山氏では祖父の政景以来、当主の若死や早死が相次いでおり、父の直景も天正15年（1587年）に早世したため、直勝が急遽家督を相続している。若くして家督を継ぐと、後北条家の家臣として下総国佐倉城の在番を務めるなど、父親の果たした役割をそのまま務めている。ただ、若くして家督を継承したためか、史料上で確認できるのが幼名であるので、遠山氏の後北条家に対する役割が果たせなくなりつつあり、かつてのような勢いは無かったようである。
天正18年（1590年）の小田原征伐にも参加しているが、戦後の動向は不明である。